# Tristrams saga og Ísöndar
Tristrams saga og Ísöndar (la saga de Tristán e Isolda), es una de las sagas caballerescas. A diferencia de otras sagas similares, no es una traducción al nórdico antiguo, sino una versión noruega del siglo XIII sobre la leyenda de Tristán e Isolda de Tomás de Inglaterra. La autoría de la obra se ha imputado a un Hermano Roberto, un clérigo que recibió el encargo de Haakon IV de Noruega en 1226. Es la más importante versión sobre el género de Tomás de Inglaterra que ha sobrevivido en fragmentos, la única más completa de todas las existentes para comprender la historia del material sobre Tristán e Isolda en Europa, y que usa frecuentemente participios en presente, aliteraciones y ampliaciones, aunque hay secciones que han sufrido recortes en comparación con el original. En el siglo XIV apareció otra versión islandesa, «Saga af Tristram oh Ísodd» que sigue el guion de la noruega pero con ciertos cambios sustanciales. Existe otra copia manuscrita del siglo XVII, catalogada como AM 543 4.º, procede de alguna versión perdida.